# 平北雲山站
平北雲山站（朝鲜语：평북운산역；）曾为朝鲜铁路云山线上的一个车站，位于平安北道云山郡，废止时间不明。